# Добыча полезных ископаемых в КНДР
Добыча полезных ископаемых в КНДР — одна из важных отраслей северокорейской экономики. КНДР богата такими ресурсами, как магнезит, цинк, вольфрам и железо. Месторождения магнезита оцениваются в 6 миллионов тонн — второе место в мире, в частности, его много содержится в таких провинциях, как Хамгёндо и Чагандо. Однако, зачастую добыча этих ресурсов не ведётся из-за нехватки электроэнергии, а также из-за нехватки необходимых инструментов и устаревшей промышленной базы. Месторождения угля, железной руды, известняка и магнезита — крупнее, в отличие от других месторождений минерального сырья. Добыча ведётся совместными предприятиями при участии таких стран, как Китай, Египет и Южная Корея. Китай — ведущий торговый партнёр КНДР в сфере полезных ископаемых, в которой заявлено 12 проектов по добыче. Другими крупными партнёрами, после Китая, являются Южная Корея и Бразилия. КНДР импортирует нефть, нефтепродукты, кокс. После установления народной власти произошло коренное структурное преобразование промышленности. Преимущественное развитие получили обрабатывающие отрасли. Доля горнодобывающей промышленности в общем объёме производства сократилась с 15,7% в 1947 до 2,8% в 1965. При этом в процессе индустриализации валовая продукция горнодобывающей промышленности в 1965 по сравнению с 1949 выросла почти в 5 раз. Наиболее быстрый рост капиталовложений в топливную и горнорудную промышленность отмечался в 1961-70. Доля инвестиций в эти отрасли в среднем за год составила в 1954-61 — 13,5%; в 1957-60 — 25,9%; в 1963-64 — 32%; в 1968 — 40,2% всех ассигнований в промышленность. Выполнен большой объём капитального строительства в горнодобывающей промышленности. Был освоен ряд новых месторождений полезных ископаемых, вступили в строй новые рудники и карьеры. Коренной технической реконструкции подверглись многие действующие горные предприятия. В 60-е гг. производительность труда на предприятиях отрасли выросла в 2-3 раза. В 1980-81 на нужды добывающих отраслей направлено 31,5% всех капиталовложений в промышленность.

## Ресурсная база
КНДР имеет более, чем 200 видов минерального сырья, которое располагается на 80 % территории страны с 10 крупными запасами магнезита, вольфрама, графита, золота и молибдена. Среди крупных ресурсов с более, чем 2 миллиона тонн, самым крупным является цинк — 21,1 миллион тонн. Следом идут неметаллические ресурсы с 21 миллионом тонн известняка и 6 миллионами тонн магнезита. Прочие минеральные ресурсы такие, как железо оценивается в 5 миллионов тонн, антрацит в 4,5, медь в 2,9, барит в 2,1, а золото и графит по 2 миллиона тонн каждый.
Добывающая промышленность в стране структурирована по трём направлениям: добыча угля, добыча чёрных и цветных металлов, добыча и переработка минерального сырья. Эти сектора добывающий промышленности КНДР находятся под управлением центрального правительства, а также, по сообщениям, поддерживают военный бюджет страны.

## Добыча металлов

### Добыча кобальта
Кобальтовые руды встречаются либо в комплексных медно-кобальтовых месторождениях (Саннон), либо образуют небольшие самостоятельные месторождения (Хверён). На месторождении Хверён кварц-кальцит-амфиболовые жилы содержат вкрапленности кобальтсодержащего арсенопирита, лёллингита и редко халькопирита. В зоне окисления присутствует эритрин. Мощности жил от 10-15 до 50-90 см, протяжённость до 700 м.

### Добыча никеля
В КНДР известны небольшие магматические (Самхэ, Пуюндон и др.) и гидротермальные (Токсан и др.) месторождения никелевых руд. Месторождение Самхэ (Хамгён-Пукто) приурочено к габбро-перидотитовому массиву юрского возраста. Оруденение связано с небольшими шлирами норитов-пироксенитов. Основные рудные минералы — пирротин и халькопирит, реже пирит, вкрапленные в горные породы или образующие небольшие прожилки и гнездообразные скопления. Руды содержат также Cu и Со. Соотношение Ni:Cu 2-2,5:1. Месторождение Токсан (Хамгён-Намдо) приурочено к маломощным дайкам габбро-диабазов, в которых никельсодержащий пирротин и другие сульфиды образуют вкрапленность и гнездовые скопления.

### Добыча вольфрама
Добыча вольфрамовых руд ведётся в основном в центральной части страны. Разработка — подземным способом. Крупнейшее месторождение Маннён вскрыто шахтными стволами на глубину 700-800 м от поверхности. Транспортировка руды до стволов шахт — электровозами. На этапах добычи и транспортировки проводится ручная рудоразборка богатых штуфов, которые поступают на специальную обогатительную фабрику. Оставшаяся руда со средним содержанием WO30,15-0,20% направляется на подземную обогатительную фабрику (расположена на глубине 40-50 м). Мощность фабрики 5 тысяч т руды в сутки. При обогащении используются гравитационные и сульфидно-флотационные схемы. Получают концентрат с содержанием WO3 60-65%. Наиболее крупное месторождение вольфрамовых руд — месторождение Маннён, менее значительные — Кёнсу и Чончхан. На месторождении Маннён кварц-вольфрамитовые жилы с гнездово-вкрапленным характером оруденения прослеживаются в зоне длиной до 4 км и по падению на 570 м. Средняя мощность жил 1 м. Содержание WO3 0,7-1,0%. На месторождении Кёнсу известно несколько десятков кварц-вольфрамитовых жил, прослеживающихся по простиранию на несколько сотен метров (иногда свыше 1 км) и несколько сотен метров по падению. Средняя мощность жил 1 м. Месторождения молибденовых руд — Кымган и Пусон. На вольфрам-молибденовом месторождении Кымган в гранитах присутствуют кварцевые жилы, а также участки грейзенизированных гранитов с вкрапленностью вольфрамита и молибденита. На молибденовом месторождении Пусон молибденит приурочен к многочисленным кварцевым жилам.

### Добыча золота
Официально золотой запас страны составляет 2000 тонн.

### Добыча меди
Основные месторождения медных руд сосредоточены на севере страны. Наиболее крупные — месторождения Хвапхён, Капсан, Саннон. На месторождении Хвапхён скарновые рудные тела длиной 10,5-150 м и средней мощностью 1,5 м имеют сложную столбо-, линзо- и жилообразную форму. На месторождении Капсан вкрапленное оруденение приурочено к горизонту доломитов. Длина рудных тел 100-200 м, мощность 1-10 м. Пластообразные тела прожилково-вкрапленных руд месторождения Саннон приурочены к прослоям турмалиновых и кварц-биотитовых сланцев, вблизи от контактов с докембрийскими гранитами. Рудные минералы представлены халькопиритом, арсенопиритом и пирротином. Содержание Cu в рудах 0,4-1,6%.

### Добыча железной руды
На территории КНДР известно свыше 90 месторождений железных руд, половина которых представляет собой практический интерес. Основные месторождения: Мусан, Ыллюль, Ивон, Хасон, Чэрён и Ыннён. Содержание Fe в рудах от 30-42 до 55-70%. Вредные примеси обычно отсутствуют. Рудные тела представлены железистыми кварцитами, гематитовыми пластами, а также гематитовыми и сидерит-гематитовыми жилами. Мощности рудных тел 1-6 м, протяжённость до 8 м. Самое крупное месторождение Мусан расположено на северо-востоке страны. Железистые (магнетитовые) кварциты месторождения содержат Fe 25-60%, среднее содержание 38-39%. В руде отмечается небольшое количество Mn (0,08-0,30%), Ti (от следов до 0,03%). Второе по запасам — месторождение Ыллюль (провинция Хванхэ-Намдо); руды месторождения характеризуются высоким содержанием Fe (в среднем 54%). Добыча железных руд страны базируется на значительных запасах руды. На крупнейшем месторождении Мусан (провинция Хамгён-Пукто) железная руда добывается открытым способом. Карьер оснащён современным отечественным и импортным оборудованием. Руда обогащается магнитной сепарацией до 50-60% концентрата на двух обогатительных фабрикахпроизводительностью 2 и 4 млн. т железорудного концентрата в год. Мощности по обогащению руды возросли с 2 млн. т в 1956 до 6 млн. т в 1980. Основные потребители — завод им. Ким Чхэка и завод кричного железа в г. Чхонджин. Транспортировка концентрата осуществляется в основном по рудопроводу длиной 98 км (70% доставляемого концентрата), а также по железной дороге. В начале 80-х годов начаты работы по сооружению второго рудопровода. На 2-м месте по объёму разведанных запасов и уровню добычи железной руды — месторождение Ыллюль (провинция Хванхэ-Намдо), разработка которого осуществляется открытым способом. Высокое содержание железа в руде позволяет использовать её без предварительного обогащения. Основной потребитель руды — завод "Хванхэ" в г. Сонним. Руда транспортируется морем через порт Кымсан и по железной дороге. В 1980 на этом месторождении добыто свыше 1 млн. т руды. Добыча руды осуществляется также (в основном подземным способом) на рудниках "Черён", "Ивон", "Тхэтхан", "Чхондон", "Токсон", "Токхен" и др.

### Добыча цветных металлов
Добыча руд цветных металлов в основном подземным способом, сосредоточена преимущественно на севере страны. Месторождения свинцово-цинковых и медных руд вскрыты штольнями, зачастую в сочетании с вертикальными или наклонными стволами. На верхних горизонтах месторождения Комдок в зоне развития окисленных руд применяется потолкоуступная система разработки; на нижних, представленных сульфидными рудами, — система с магазинированием руды. Коэффициент извлечения руд 80-90%. Транспортировка руды на обогатительные фабрики — вагонетками и ленточными конвейерами. Обогащение руд — в основном флотацией. На Комдокском свинцово-цинковом месторождении суммарная годовая мощность 3 обогатительных фабрик 14,2 млн. т руды в год (или в пересчёте на металл 360 тысяч т Zn и 240 тысяч т Pb). Мощность обогатительной фабрики на медном месторождении Капсан 560 тысяч т медного концентрата в год, на никелевом месторождении Пурён — 280 тысяч т руды, на пиритовом месторождении Мандок — 560 тысяч т руды. Для разработки комплексных медно-золотосеребряных руд (месторождения Сонхын, Хольдон и др.) шахтные поля вскрыты штольнями и вертикальными стволами. Очистные работы осуществляются методом сплошной выемки. При обогащении используются флотационные и гравитационное схемы.

## Добыча магнезита
КНДР обладает значительными запасами магнезита, сосредоточенными в основном на месторождениях Намге, Йонъян и Тэхваяндон. Месторождение Намге расположено в уезде Пэгам провинции Янгандо. Магнезит образует 3 жило- и линзообразных тела, согласных с вмещающими нижнепротерозойскими доломитами. Длина тел до 200 м, мощность 50 м. Месторождение Йонъян находится в уезде Кванчхон провинции Хамгён-Намдо. Среди мраморизованных известняков и доломитов встречаются жилообразные магнезитовые тела протяжённостью до 2,5 км при мощности 10 м. Месторождение Тэхваяндон расположено юго-восточнее месторождения Намге. Линзо- и жилообразные тела магнезита и талькового камня приурочены к зоне нарушения в нижнепротерозойских известняках и доломитах. Протяжённость тел до 2 км при максимальной мощности 400-500 м.

## Добыча угля
В КНДР 25% запасов составляют палеоген-неогеновые бурые угли, месторождения которых в основном сосредоточены на севере страны (месторождения Аоджи, Когонвон, Хамён, Онсон, Кунсим и др.). Крупные месторождения бурого угля расположены в районах Анджу. В 2012 году число шахт в стране составляло около 700 штук. Многие плохо работали и были в запущенном состоянии. Стране не хватает оборудования, опыта и даже базовой инфраструктуры. В апреле Ллойд Р. Васи, старший советник Центра стратегических и международных исследований, отметил: "Северокорейское горное производство значительно снизилось с начала 1990-х годов. Вполне вероятно, что средняя операционная скорость существующих объектов рудников ниже 30% мощности. Есть нехватка горно-шахтного оборудования, Северная Корея не в состоянии приобрести новое оборудование в связи с тяжелой экономической ситуацией, дефицитом энергии, возрастом и общим плохим состоянием энергосистемы". Частная добыча является незаконной в коммунистической Северной Корее, как и частные предприятия в целом. Правящий режим под руководством диктатора в третьем поколении Ким Чен Ына, как известно, выгнал иностранные добывающие компании из страны или внезапно изменил условия соглашений. На протяжении многих лет китайские покупатели приобретали уголь из Северной Кореи по гораздо более низкой рыночной цене. Летом 2016 года на угольные поставки в Китай приходилось около 40% всего северокорейского экспорта. Но мировой спрос на уголь снижается, так как природный газ и возобновляемые источники энергии набирают обороты. Война 1950-53 нанесла огромный ущерб угольной промышленности (объём производства в 1953 сократился в 3 раза по сравнению с 1949). Реконструкция действующих и строительство новых угледобывающих предприятий позволили повысить производственные мощности угольной промышленности до 11,8 млн. т в 1961. В последующие годы продолжались работы по развитию шахт и механизации производственных процессов. Произошло техническое перевооружение угольной промышленности, чему способствовало увеличение числа инженерно-технических работников, занятых в отрасли, в 10 раз. Добыча угля в 1983 достигла 50 млн. т. В стране имеется 9 объединений по добыче угля, 6 из них добывают антрацит, 2 — бурые угли и 1 — оба вида углей. 60% добычи составляют антрациты. В каждое объединение входит 4-7 угледобывающих предприятий. Преобладает подземный способ разработки. Большая часть действующих шахт имеет мощность свыше 0,3 млн. т в год (наиболее крупные из них — 1-2 млн. т) и обеспечивает более 80% общей добычи. Мощность разрабатываемых пластов антрацита 0,8-20 м, углы падения в основном до 25°. Пласты сложного строения. Разработка ведётся в гористой местности, часть шахтных полей вскрыта штольнями. Мощность покрывающих пород преимущественно 300-350 м. Применяются различные системы разработки (длинными и короткими забоями). Отбойка с помощью буровзрывных работ. Доставка конвейерная и самотёчная. В главных откаточных выработках используются контактные электровозы, крепление преимущественно деревянное. Разрабатываемые месторождения бурого угля сильно обводнены. Мощность пластов колеблется от 0,8 до 12 м, углы падения от 4 до 9°. Средняя глубина разработки 300-400 м, максимальная — 500-600 м. Месторождения в основном вскрыты наклонными стволами. Преобладает система разработки длинными столбами по простиранию, длина лав 60-80 м. Подготовительные выработки проходятся в основном буровзрывным способом с механизированной погрузкой. На ряде шахт работают проходческие комбайны. Транспорт горных масс в основном конвейерный. Всего на угольных шахтах в начале 80-х гг. действовало около 15 комплексно-механизированных лав. Наиболее мощное предприятие открытой добычи — буроугольный карьер "Йонхын" годовой мощностью 1,5 млн. т, построенный при техническом содействии CCCP.